# Éliette Abécassis

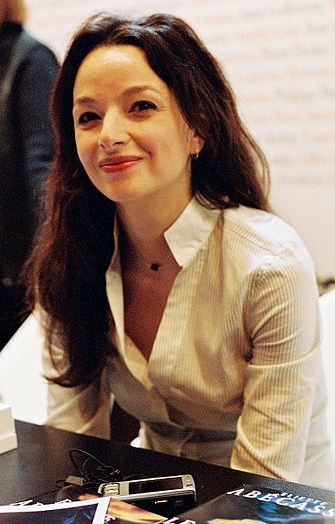
Éliette Abécassis (2009)

Éliette Abécassis (* 27. Januar 1969 in Straßburg) ist eine französische Schriftstellerin.

## Leben
Die in Straßburg geborene Éliette Abécassis entstammt einer sephardischen Familie marokkanischen Ursprungs. Sie besuchte die Elitehochschule École normale supérieure und studierte Philosophie. Sie unterrichtet in Caen. Ihr Vater Armand Abécassis ist ein renommierter Philosophieprofessor und Historiker für jüdische Geistesgeschichte. Éliette ist selbst praktizierende Jüdin, und ihr Leben ist von jüdischer Religion oder Kultur geprägt.
Für die Arbeit an ihrem ersten Roman Die Jesus-Verschwörung (frz. Qumran), gab sie sich nicht mit ihren bereits vorhandenen Kenntnissen über die jüdische Welt zufrieden, sondern betrieb drei Jahre lang Recherchen, die sie nach Israel, Qumran und in die U.S.A. führten. Der Roman erschien 1996 und hatte von Beginn an großen Erfolg, er wurde schließlich in achtzehn Sprachen übersetzt. Dabei hatten die großen Verlagshäuser das Manuskript abgelehnt, bis der Verlag Editions Ramsay, zu dem Abécassis über ihren Vater Verbindungen hatte, dieses annahm.
Das im Jahr darauf veröffentlichte Buch Asche und Gold beschreibt den mysteriösen Mord an einem Berliner Theologen. Der Roman „nutzt die Mittel der Kriminalliteratur, um hochkomplexe Fragen der Shoah, der Judenvernichtung während des Dritten Reiches, un ihre Bewertung durch Historiker beziehungsweise durch die überlebenden Zeugen sowie Theodizeefragen (…) zu diskutieren.“
1998 schrieb Éliette Abécassis einen Essay über die philosophischen Ursprünge der Tötung: Petite Métaphysique du meurtre (Kleine Metaphysik des Mordes). Ihr Roman Die Verstoßene ist Finalist beim Romanpreis der Académie française und beim Prix Femina. Für diesen Roman holte sie sich die Inspirationen aus dem Drehbuch, das sie für Kadosh geschrieben hatte, das von dem israelischen Regisseur Amos Gitai verfilmt wurde. Zur Ausarbeitung des Drehbuches hatte die Autorin sechs Monate lang im ultraorthodoxen Viertel Me'a Sche'arim in Jerusalem gelebt.
Le Trésor du temple (Der Tempelschatz) von 2001 setzt die Erzählung von Qumran fort: Die beiden Protagonisten kommen wieder zusammen, um das Geheimnis des Tempels von Jerusalem zu erforschen. Die Qumran-Trilogie lehnt sich einerseits an den Abenteuerroman und den Thriller an und verpackt andererseits sehr viel Hintergrundwissen Metaphysisches.
Nach diesen Romanveröffentlichungen erhält Abécassis' Werk eine persönlichere und psychologischere Note. Der 2002 erschienene Roman Mon père (Mein Vater) erzählt von einer Vater-Tochter-Beziehung. Der Roman Clandestin (Heimlich) wurde 2003 in die Vorauswahl des Prix Goncourt aufgenommen.

## Werke (auf Deutsch)
- Qumran (1996)
  - Die Jesus-Verschwörung. Roman. Hoffmann und Campe, Hamburg 1997, ISBN 3-455-00065-7; Diana, München 2000, ISBN 3-453-16038-X
- L’Or et la cendre (1997)
  - Asche und Gold. Roman. Diana, München 2000; als Taschenbuch ebd. 2001, ISBN 3-453-18671-0
- Petite métaphysique du meurtre. Essay (1998)
- La répudiée (2000)
  - Die Verstoßene. Roman. Philo, Berlin 2001, ISBN 3-8257-0222-7
- Le trésor du temple (2001)
- Mon père (2002)
- Clandestin (2003)
- La dernière tribu (2004)
- Un heureux événement (2005)
  - Ein freudiges Ereignis. Roman. Diana, München 2007, ISBN 978-3-453-29027-3
- Le corset invisible (2007)
- Mère et fille (2008)
- Sépharade (2009)
- Le Messager (2009)
- Une affaire conjugale (2010)
- Et te voici permise à tout homme (2011)
- Le palimpseste d’Archimède (2013)
- Un secret du docteur Freud (2014)
- Alyah (2015)
- L’Ombre du Golem (2017)
  - Der Schatten des Golem. Knesebeck, München 2017, ISBN 978-3-95728-046-6
- Le Maître du Talmud (2018)
- L’Envie d’y croire. Journal d’une époque sans foi (2019)
- Nos rendez-vous (2020)
  - Mit uns wäre es anders gewesen. Roman. Arche, Zürich 2021, ISBN 978-3-7160-2797-4
- Instagrammable (2021)

## Verfilmungen
- 2011: Ein freudiges Ereignis (Un heureux événement), Regie: Rémi Bezançon